# Quiste (biología)

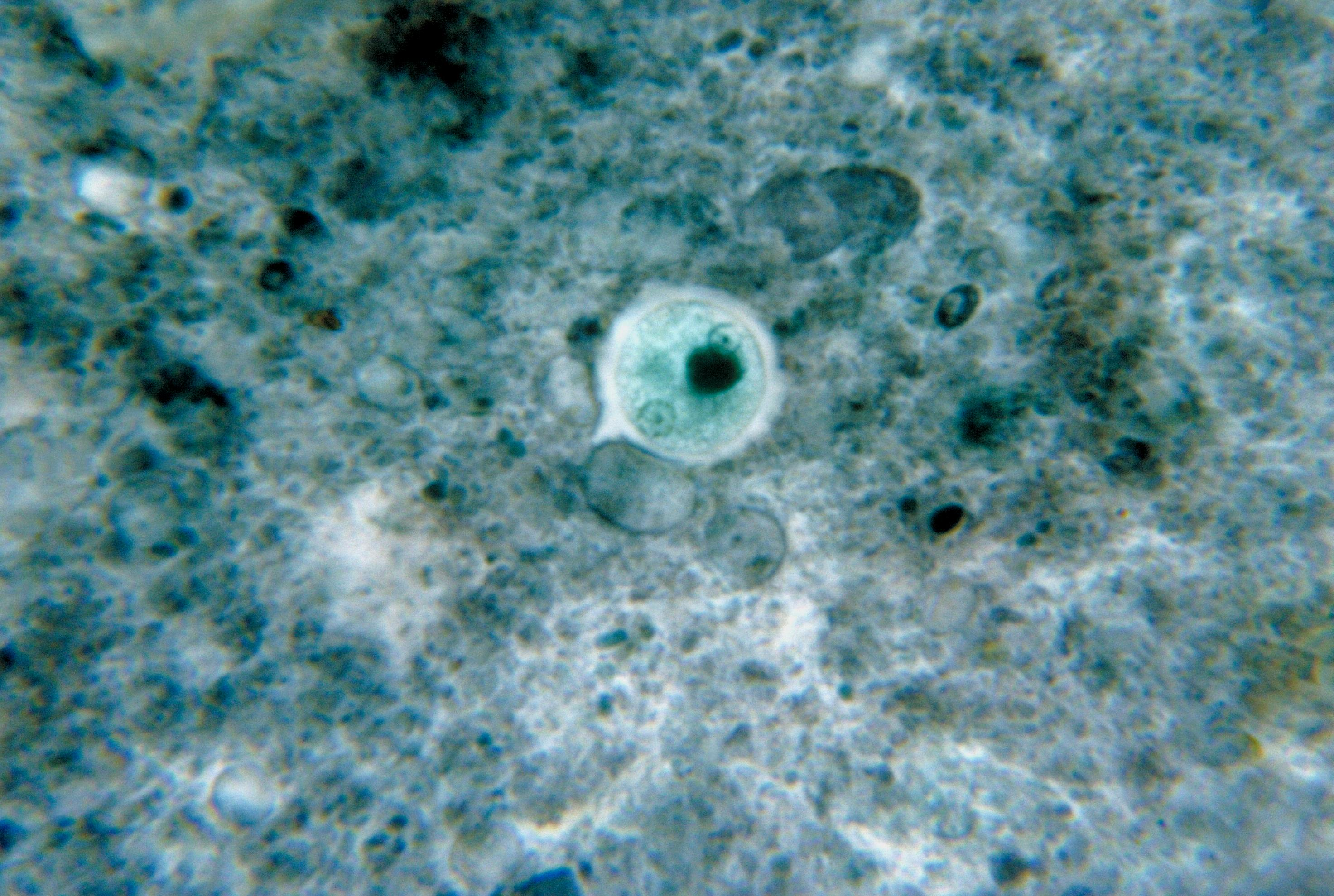
Quiste de Entamoeba histolytica.

Para el saco anatómico desarrollado en algunos órganos y tejidos, véase Quiste.
Un quiste es un estado de reposo o inactividad de un microorganismo, usualmente bacterias o protistas o raramente un animal invertebrado, que ayuda al organismo a sobrevivir a condiciones ambientales desfavorables. Puede considerarse como un estado de animación suspendida en el cual los procesos metabólicos de la célula son ralentizados y cesan actividades como la alimentación y locomoción. El enquistamiento también ayuda al microbio a dispersarse con facilidad, desde un huésped a otro o hacia un ambiente más favorable. Cuando el organismo enquistado alcanza un ambiente favorable para su crecimiento y supervivencia, la barrera quística se rompe, y el organismo se desenquista y madura en un trofozoito.
Condiciones ambientales desfavorables como la carencia de oxígeno o nutrientes, temperaturas extremas, falta de humedad o presencia de químicos tóxicos, los que no son propicios para el desarrollo del organismo desencadenan la formación del quiste.

## Historia y terminología
La idea de que los microbios podían asumir temporalmente un estado alternativo del ser para soportar cambios en las condiciones ambientales comenzó con las ideas de Antonie van Leeuwenhoek 1702 sobre Animalcules, actualmente conocidos como rotíferos:
«'He colocado a menudo los Animalcules que he descrito antes fuera del agua, sin dejar la cantidad de un grano de arena adyacente a ellos, para ver si cuando toda el agua alrededor de ellos se evaporaba y eran expuestos al aire sus cuerpos estallaban, como había visto a menudo en otros Animalcules. Pero ahora encontré que cuando casi toda el agua se evaporaba, de modo que la criatura ya no podía cubrirse de agua, ni moverse como de costumbre, entonces se contraía en una figura ovalada, y en ese estado permanecía, ni pude percibir que la humedad se evaporara de su cuerpo, pues conservaba su forma ovalada y redonda, ilesa.«
Leeuwenhoek continuó más tarde su trabajo con rotíferos para descubrir que cuando devolvía los cuerpos secos a sus condiciones acuáticas preferidas, recuperaban su forma original y comenzaban a nadar de nuevo. Estas observaciones no calaron en la comunidad microbiológica general de la época, y el fenómeno, tal y como lo observó Leeuwenhoek, nunca recibió un nombre.
En 1743, John Turberville Needham observó el resurgimiento de la fase larvaria enquistada del parásito del trigo, Anguillulina tritici y más tarde publicó estos hallazgos en New Mircoscopal Discoveries (1745). Varios otros repitieron y ampliaron este trabajo, refiriéndose informalmente a sus estudios sobre el «fenómeno de la reviviscencia».
A finales de la década de 1850, la reviviscencia se vio envuelta en el debate en torno a la teoría de la generación espontánea de la vida, lo que llevó a dos científicos muy implicados a ambos lados de la cuestión a solicitar a la Sociedad Biológica de Francia una revisión independiente de sus conclusiones opuestas al respecto. Doyere, que creía que los rotíferos podían desecarse y revitalizarse, y Pouchet, que creía que no, permitieron que observadores independientes de diversos ámbitos científicos observaran e intentaran replicar sus hallazgos. El informe resultante se inclinó por los argumentos de Pouchet, con la notable disensión del autor principal, que achacó su planteamiento de la cuestión en el informe al temor a represalias religiosas. A pesar del intento de Doyere y Pouchet de concluir el debate sobre el tema de la resurrección, las investigaciones continuaron.
En 1872, Wilhelm Preyer introdujo el término 'anabiosis' (vuelta a la vida) para describir la revitalización de organismos viables y sin vida a un estado activo. Esto fue seguido rápidamente por la propuesta de Schmidt en 1948 del término «abiosis», lo que llevó a cierta confusión entre los términos que describen el comienzo de la vida a partir de elementos no vivos, la falta de vida viable y los componentes no vivos que son necesarios para la vida.
Como parte de su revisión de 1959 de los hallazgos originales de Leeuwenhoek y la evolución de la ciencia en torno a los quistes microbianos y otras formas de suspensión metabólica, D. Keilin propuso el término 'criptobiosis' (vida latente) para describir:
«...el estado de un organismo cuando no muestra signos visibles de vida y cuando su actividad metabólica apenas se puede medir, o se paraliza de forma reversible.«
A medida que la investigación microbiana empezó a ganar popularidad de forma exponencial, los detalles sobre la fisiología de los protistas ciliados y la formación de quistes condujeron a una mayor curiosidad sobre el papel del enquistamiento en el ciclo vital de los ciliados y otros microbios. La constatación de que ninguna categoría de organismo microscópico es «propietaria» de la capacidad de formar quistes metabólicamente inactivos hace necesario el término «quiste microbiano» para describir el objeto físico tal como existe en todas sus formas. También es importante en la generación del término, la delineación de endosporas y quistes microbianos como formas diferentes de criptobiosis o latencia. Las endosporas muestran un aislamiento más extremo de su entorno en términos de grosor de la pared celular, impermeabilidad a los sustratos y presencia de ácido dipicolínico, un compuesto conocido por conferir resistencia al calor extremo.  Los quistes microbianos se han comparado con células vegetativas modificadas con la adición de una cápsula especializada.  Es importante destacar que el enquistamiento es un proceso que se ha observado que precede a la división celular, mientras que la formación de una endospora implica una división celular no reproductiva.  El estudio del proceso de enquistamiento se limitó en su mayor parte a las décadas de 1970 y 1980, por lo que no se conocen los mecanismos genéticos ni las características definitorias adicionales, aunque en general se cree que siguen una secuencia de formación diferente a la de las endosporas. 

## Formación de quistes en diferentes organismos

### Bacterias
En bacterias (por ejemplo, Azotobacter, sp.), el enquistamiento ocurre por cambios en la pared celular; el citoplasma se contrae y la pared celular se engruesa. Los quistes de bacterias se diferencian de las endosporas en el modo de su formación y en el grado de resistencia a los condiciones desfavorables. Las endoesporas son mucho más resistentes que los quistes.

### Protistas
Los protistas, especialmente los protozoarios parásitos, son con frecuencia expuestos a condiciones poco favorables en varios estados de su ciclo de vida. Por ejemplo, la Entamoeba histolytica, un parásito intestinal común responsable de la disentería, enfrenta el ambiente altamente ácido del estómago antes de alcanzar el intestino, y varias condiciones impredecibles como la desecación y la falta de nutrientes mientras se encuentra fuera de un huésped. Un quiste es una forma muy adecuada para afrontar dichas situaciones, sin embargo, los quistes de protozoarios son menos resistentes antes las condiciones adversas comparados con los quistes bacterianos. Además de la supervivencia, la composición química de la pared celular de ciertos protozoarios juega un rol importante en su dispersión. Los grupos siálicos presentes en la pared quística de la Entamoeba histolytica, le confieren una carga negativa que evita su unión a la pared intestinal, lo que causa su eliminación a través de las heces. Otros parásitos intestinales, Giardia lamblia y Cryptosporidium también producen quistes como parte de su ciclo vital (véase ooquiste). En algunos protozoarios, el organismo unicelular se multiplica durante o después de enquistamiento y libera múltiples trofozoitos.

### Nematodos
Algunos nematodos parásitos de plantas que habitan en el suelo, como el nematodo enquistador de la soja, o el nematodo enquistador de la patata,  Heterodera glycines, o Globodera sp.  forman quistes como parte normal de su ciclo vital.
En Heterodera rostochiensis (nematodo dorado), la supervivencia de los quistes se evaluó en un estudio realizado por el Departamento de Patología Vegetal de la Facultad de Agricultura del Estado de Nueva York. Este estudio demostró que la viabilidad de las larvas enquistadas disminuía rápidamente a humedades relativas del 88% y por debajo del 2%. Las larvas libres no sobrevivieron a la exposición prolongada a humedades relativas de más de 80 °F, 20% y 3% tanto a 75 °F como a 40 °F. La supervivencia de las larvas enquistadas en suelos secos, húmedos e inundados mostró una rápida regresión con el aumento de la humedad del suelo. Aunque algunos quistes fueron viables tras la inundación durante un periodo de ocho meses, el número de supervivientes fue mayor en suelos secos al aire.

### En crustáceos
Varios tipos de branquiópodos pueden producir quistes de diapausa. Se trata de una adaptación para vivir en charcas efímeras en hábitats de agua dulce o salada.  También ayuda en la dispersión a través del viento o en el tracto digestivo de las aves. Incluso se han revivido quistes de Daphnia después de haber estado enterrados durante 600 años. Los ejemplos entre los branquiópodos incluyen: Artemia y Streptocephalus en Anostraca; Triops] en Notostraca; Cyzicus] en Diplostraca; y  y Alona], Latonopsis, Macrothrix, Moina, y Sida]' en Cladocera.
Entre otros crustáceos, algunos ostrácodoss -como Cypridopsis, Cyprinotus, Physocypria, y Potamocypris- desarrollan quistes de diapausa. Entre los copépodoss, Cyclops también lo hace.

## Composición de la pared quística
La composición de la pared quística varía en los diferentes organismos. Las paredes quísticas en bacterias están formadas por el engrosamiento de la pared celular con la agregación de capas de peptidoglicano, mientras las paredes en quistes de protozoarios están constituidas de quitina un tipo de glucoproteína. Las paredes en nematodos están compuestas de quitina reforzada con colágeno.

## Patología
Aunque el componente del quiste en sí mismo no es patógeno, la formación de un quiste es lo que da a Giardia su principal herramienta de supervivencia y su capacidad de propagación de huésped a huésped. La ingestión de agua, alimentos o materia fecal contaminada da lugar a la enfermedad intestinal más comúnmente diagnosticada, la giardiasis.
Mientras que antes se creía que el enquistamiento sólo servía para el propio organismo, se ha descubierto que los quistes de protozoos tienen un efecto de albergue. También se pueden encontrar bacterias patógenas comunes que se refugian en el quiste de protozoos de vida libre. El tiempo de supervivencia de las bacterias en estos quistes oscila entre unos días y unos meses en entornos difíciles. No todas las bacterias tienen garantizada la supervivencia en la formación de quistes de un protozoo; muchas especies de bacterias son digeridas por el protozoo cuando éste experimenta un crecimiento quístico.